# Dominik Stolz
Dominik Stolz (sinh ngày 4 tháng 5 năm 1990) là một cầu thủ bóng đá chuyên nghiệp người Đức hiện đang thi đấu ở vị trí tiền vệ cho câu lạc bộ Swift Hesperange tại Giải bóng đá vô địch quốc gia Luxembourg.